# والتر جيمس فيتزجيرالد
والتر جيمس فيتزجيرالد (بالإنجليزية: Walter James Fitzgerald) هو كاهن كاثوليكي أمريكي، ولد في 17 نوفمبر 1883 في واشنطن في الولايات المتحدة، وتوفي في 19 يوليو 1947 في سياتل في الولايات المتحدة.